# اعتلال معوي بالخلية الفاتكة الطبيعية
الاعتلال المعوي بالخلية الفاتكة الطبيعية ويرتبط مباشرةً مع الاعتلال المعدي اللمفومي، هما مرضان غير خبيثين يتكاثر فيهما نوع واحد من الخلايا اللمفاوية، وهي الخلية الفاتكة الطبيعية، بشكل مفرط في القناة الهضمية. يسبب هذا التكاثر ظهور بقع حمراء تشبه الخراج وآفات بارزة وتآكلات وتقرحات في الطبقة المخاطية المحيطة بتجويف القناة الهضمية. لا يسبب كلا الاضطرابين أعراضًا أو يسببان ظهور أعراض غير واضحة لاضطرابات الجهاز الهضمي مثل الغثيان والإقياء والنزف.
في عام 2006، وُصف مرض مستمر ولكنه حميد يشمل تكاثر الخلايا الفاتكة الطبيعية في مواقع متعددة في جميع أنحاء الأمعاء. تبين أن هذا الاضطراب مشابه لمرض خبيث للغاية، هو لمفوما الخلايا التائية/الخلايا القاتلة الطبيعية خارج العقدية من النمط الأنفي، وشاع خطأ التشخيص فيما بينهما. في عام 2010، وُصف اضطراب غير خبيث مشابه يتضمن تكاثر الخلايا الفاتكة الطبيعية في المعدة. يحاكي المرض لمفومات القناة الهضمية. منذ أن ظهرت هذه الأوصاف الأولى، نُشرت العديد من سلاسل دراسات الحالات وتقارير الحالات حول هذه الاعتلالات المعوية.
سُمي مرضا تكاثر الخلايا الفاتكة الطبيعية الاعتلال المعوي بالخلية الفاتكة الطبيعية والاعتلال المعدي اللمفومي مع ظهور إن كاي سي إي غالبًا في الولايات المتحدة وكوريا وظهور إل جي في اليابان. بالإضافة إلى هذا الاختلاف الجغرافي، الاختلاف الوحيد المهم الآخر بين المرضين هو أن الآفات في إن كاي سي إي تحدث في الأمعاء الدقيقة والقولون والمعدة و/أو المريء بينما تقتصر آفات إل جي على المعدة. نظرًا لأن السمات الفيسيولوجية المرضية للمرضين متطابقة تقريبًا، يُعتبر حاليًا إن كاي سي إي وإل جي مظهرين للمرض نفسه.
أُبلغ عن 36 مريضًا فقط مصاب بإن كاي سي إي أو إل جي اعتبارًا من يناير عام 2019. رغم ذلك، تظهر هذه الأمراض ككيانات سريرية هامة لأنها 1) موصوفة حديثًا ويُرجح تشخيصها أكثر عندما تصبح معروفة بشكل أفضل و2) تم الخلط بينها وبين أنواع مختلفة من اللمفومات محتملة الخباثة والخبيثة في القناة الهضمية وعولجت على هذا الأساس. نظرًا للاختلافات الجذرية في مآل وعلاج إن كاي سي إي وإل جي مقارنةً باللمفومات المشابهة، يجب أن يُؤخذ تقييم العديد من اضطرابات تكاثر الخلايا اللمفاوية في القناة الهضمية في الاعتبار وأن يُستبعد احتمال أن يكون التشخيص كاي سي إي أو إل جي بدلًا من اضطراب محتمل الخباثة أو لمفوما خبيثة.

## العلاج
يجب علاج المرضى الذين يعانون من إن كاي سي إي أو إل جي من أجل تخفيف الأعراض وليس بهدف علاج مرض تكاثر الخلايا الفاتكة الطبيعية الأساسي، كما هو موصى به حاليًا. يُنصح بالمتابعة المنتظمة التي تتضمن تحاليل متكررة بالمنظار للقناة الهضمية واختبارات انتشار المرض إلى الأعضاء الأخرى للتأكد من صحة التشخيص الأولي.

## المآل
عادةً ما يتبع كل من إن كاي سي إي و إل جي نمطًا مستمرًا أو نمط الهدأة-الانتكاس ولكن الانتكاس التلقائي دون تكرار غير شائع حتى في الحالات التي تم التعامل معها بشكل سيئ سواء بالعلاج الكيميائي أو زرع نخاع العظام أو استئصال المعدة. يكون المرضى الذين يعانون من إل جي أقل عرضة للنمط المستمر أو نمط الهدأة-الانتكاس. تبقى أعراض المرض عادةً غير واضحة وخفيفة.